# Inno nazionale del Perù
L'inno nazionale del Perù fu composto nel 1821 e adottato come Marcha nacional del Perú. È anche noto con il titolo, tratto dal primo verso, Somos libres, seámoslo siempre.
L'inno nazionale del Perù è uno dei simboli nazionali del Perù, i cui testi appartengono a José de la Torre Ugarte e la musica a José Bernardo Alzedo. Fu adottata nel 1821 con il titolo di Marcia Nazionale del Perù.
| CORO Somos libres, seámoslo siempre, y antes niegue sus luces el sol, que faltemos al voto solemne que la patria al Eterno elevó. ESTROFAS Largo tiempo el peruano oprimido la ominosa cadena arrastró; condenado a una cruel servidumbre largo tiempo en silencio gimió. Mas apenas el grito sagrado Libertad! en sus costas se oyó, la indolencia de esclavo sacude, la humillada cerviz levantó. Ya el estruendo de broncas cadenas que escuchamos tres siglos de horror, de los libres al grito sagrado que oyó atónito el mundo, cesó. Por doquier San Martín inflamado, libertad, libertad, pronunció, y meciendo su base los Andes la anunciaron, también, a una voz. Con su influjo los pueblos despiertan y cual rayo corrió la opinión; desde el istmo a las tierras del fuego, desde el fuego a la helada región. Todos juran romper el enlace que Natura a ambos mundos negó, y quebrar ese cetro que España reclinaba orgullosa en los dos. Lima, cumple ese voto solemne, y, severa, su enojo mostró. al tirano impotente lanzando, que intentaba alargar su opresión. A su esfuerzo saltaron los grillos y los surcos que en sí reparó, le atizaron el odio y venganza que heredara de su Inca y Señor. Compatriotas, no más verla esclava su humillada tres siglos gimió, para siempre jurémosla libre manteniendo su proprio esplendor. Nuestros brazos, hasta hoy desarmados estén siempre cebando el cañón, que algún día las playas de Iberia sentirán de su estruendo el terror. En su cima los Andes sostengan la bandera o pendón bicolor, que a los siglos anuncie el esfuerzo que ser libres, por siempre nos dio. A su sombra vivamos tranquilos, y al nacer por sus cumbres el sol, renovemos el gran juramento que rendimos al Dios de Jacob. | CORO Siamo liberi, dobbiamo esserlo sempre, e che neghi i suoi raggi il sole, se verremo meno al voto solenne che innalzò la patria all'Eterno. STROFE Molto tempo il peruviano oppresso trascinò l'ominosa catena; condannato a crudele schiavitù soffrì molto tempo in silenzio. Ma appena il sacro grido Libertà! si udì nelle vicinanze, si scrollò di dosso l'indolenza di schiavo, levò il capo umiliato. Già lo strepitio delle dure catene che ascoltammo in tre secoli di orrore, dei liberi al sacro grido, che il mondo attonito sentì, cessò. Dovunque San Martino con ardore, libertà, libertà, pronunciò, e cullando la loro base le Ande la annunciarono, anche, di comune accordo. Con il suo influsso i paesi si svegliano e maturano l'idea; dall'istmo alle terre del fuoco, dal fuoco alla regione gelata. Tutti giurano di rompere il legame che la Natura negò ai due mondi, e rompere lo scettro che la Spagna adagiava orgogliosa sui due. Lima, compie questo voto solenne, e, severa, mostrò la sua collera scagliandosi contro il tiranno impotente, che cercava di allargare la sua oppressione. Al suo sforzo saltarono i ceppi e i solchi che in sé riparò, le attizzarono l'odio e la vergogna che ereditò dal suo Inca e Signore. Compatrioti, non dobbiamo vederla più schiava umiliata per tre secoli soffrì, per sempre giuriamola libera mantenendo il suo splendore. Le nostre braccia, finora disarmate alimentino sempre il cannone, che un giorno le spiagge d'Iberia sentiranno il terrore del suo rumore. Sulle loro vette le Ande sostengano la bandiera o pennone bicolore, che ai secoli annunci lo sforzo di essere liberi, che per sempre ci ha dato. Alla loro ombra viviamo tranquilli, e ogni volta che il sole nasce dalle loro vette, rinnoviamo il grande giuramento fatto al Dio di Giacobbe. |